# Sonderurlaub
Sonderurlaub ist eine Form des Urlaubs, der für eine verhältnismäßig nicht erhebliche Zeit aus in der Person des Arbeitnehmers liegenden Gründen gewährt wird. Sonderurlaub dauert in der Regel nur wenige Tage und wird als Ausnahme von dem arbeitsrechtlichen Grundsatz Ohne Arbeit kein Lohn nur dann vergütet, wenn es dafür im Einzelfall eine Anspruchsgrundlage gibt.

## Abgrenzung
Urlaub nach dem Mindesturlaubsgesetz für Arbeitnehmer (BUrlG) wird zu Erholungszwecken gewährt und beträgt jährlich mindestens 24 Werktage bei einer 6-Tage-Woche (§ 3 BUrlG).
Bildungsurlaub unter Fortzahlung des Arbeitsentgelts  wird in vielen Bundesländern aufgrund spezieller Weiterbildungsgesetze gewährt. Nach Landesrecht ist auch ein bezahltes sog. Sabbatical möglich, das der Ermäßigung der individuellen Arbeitszeit im unregelmäßigen Umfang bis zur völligen Freistellung dient.
In den Bundesländern gibt es auch Regelungen zur meist vom Arbeitgeber unbezahlten Freistellung von Arbeitnehmern für die ehrenamtliche Mitwirkung in der Jugendarbeit bei Trägern der freien oder öffentlichen Jugendhilfe, da diese als besonders wichtig und förderungswürdig angesehen wird. Die Träger erhalten in bestimmten Ländern nach Maßgabe des Haushaltsplans Landesmittel zum vollen oder teilweisen Ausgleich des Verdienstausfalls, der ehrenamtlichen Mitarbeitern infolge der Inanspruchnahme von Sonderurlaub für ihre Mitwirkung entsteht.
Teils enthalten Modelle der Arbeitszeitflexibilisierung einen zeitlich flexiblen Sonderurlaub; so ermöglicht z. B. die BMW Group mit ihrem Modell „Vollzeit Select“ jedem Mitarbeiter bis zu 20 unbezahlte Urlaubstage pro Jahr, sofern der Vorgesetzte zustimmt. Arbeitgeberseitig bestehen des Weiteren Modelle einer Kinderbonuszeit im Sinne eines Sonderurlaubs für Eltern.

## Arbeitnehmer
Mögliche Anspruchsgrundlagen für einen bezahlten Sonderurlaub abhängig Beschäftigter können sein
- spezielles Gesetz
- Regelung im Arbeitsvertrag
- Regelung in einer Betriebsvereinbarung
- tarifvertragliche Regelung.

Als sog. Auffangnorm gilt § 616 BGB. Die Geltung kann jedoch tarifvertraglich abbedungen oder modifiziert werden. Eine Entgeltzahlungspflicht besteht für den Arbeitgeber dann nur insoweit, als der Tarifvertrag sie ausdrücklich vorsieht, beispielsweise bei der Erfüllung staatsbürgerlicher Pflichten wie einer Zeugenaussage vor Gericht.
Betriebsratsmitglieder sind zur ordnungsgemäßen Durchführung ihrer ehrenamtlichen Tätigkeit von ihrer beruflichen Tätigkeit ohne Minderung des Arbeitsentgelts zu befreien (§ 37 BetrVG). Das Krankengeld bei Erkrankung eines Kindes gesetzlich versicherter Arbeitnehmer gem. § 45 SGB V tritt dagegen als Entgeltersatzleistung gerade an die Stelle des vom Arbeitgeber gezahlten Arbeitslohns. Die Versorgung akut pflegebedürftiger naher Angehöriger für einen Zeitraum von bis zu 10 Arbeitstagen wird gem. § 2 Abs. 3 PflegeZG in der Regel nur bei entsprechender Vereinbarung vergütet. Ansonsten gewährt die Pflegekasse ein Pflegeunterstützungsgeld als Entgeltersatzleistung (§ 44a Abs. 3 SGB XI).
Ein Arbeitsvertrag kann gewisse Arten von Sonderurlaub gewähren oder ausschließen sowie die Dauer des Sonderurlaubs regeln.
§ 29 Tarifvertrag für den öffentlichen Dienst regelt die sog. Arbeitsbefreiung unter Fortzahlung des Entgelts in den dort genannten Fällen.
Der Arbeitnehmer behält gem. § 616 Satz 1 BGB seinen Vergütungsanspruch, wenn er aus einem anderen Grund als Erkrankung für eine verhältnismäßig nicht erhebliche Zeit durch einen in seiner Person liegenden Grund ohne sein Verschulden an der Arbeitsleistung gehindert wird. Sonderurlaub ist daher von der Entgeltfortzahlung im Krankheitsfall zu unterscheiden. Welche Umstände einen in der Person des Arbeitnehmers liegenden Grund darstellen können, ist im Detail umstritten und ergibt sich im Wesentlichen aus der Rechtsprechung des Bundesarbeitsgerichts (BAG). Genannt werden u. a.: Schwere Erkrankung oder Tod des Ehegatten, eines Elternteils oder Kindes, Betreuung eines erkrankten Kindes nicht gesetzlich versicherter Arbeitnehmer, eigene Eheschließung, Erfüllung religiöser Pflichten, Niederkunft der Ehefrau, nicht aber der Lebensgefährtin, Teilnahme an einer Familienfeier, teilweise auch die Durchführung eines Umzugs aus dienstlichen oder betrieblichen Gründen. Ein in der Person des Arbeitnehmers liegender Hinderungsgrund im Sinne von § 616 Satz 1 BGB liegt dagegen nicht vor, wenn der Arbeitnehmer wegen der Witterungsverhältnisse oder eines witterungsbedingten Fahrverbotes seinen Arbeitsplatz nicht erreichen kann.
Nach der Kündigung eines dauernden Dienstverhältnisses besteht ein Freistellungsanspruch des Arbeitnehmers zur Stellensuche („Bewerbungsurlaub“, § 629 BGB). Das gilt auch bei befristeten Arbeitsverträgen. Die Freistellung soll dem Arbeitnehmer ermöglichen, möglichst bald eine neue Tätigkeit zu finden und dazu Vorstellungstermine persönlich wahrzunehmen. Dabei wird im Regelfall der Termin vom neuen Arbeitgeber vorgegeben und liegt normalerweise während der regulären Arbeitszeiten, sodass die Freistellung notwendig wird. In welchem Umfang der alte Arbeitgeber Freistellung zu gewähren hat, beurteilt sich nach billigem Ermessen (§ 315 BGB). Nach ganz herrschender Meinung ist § 629 BGB ein Fall vorübergehender Verhinderung im Sinne des § 616 BGB, so dass der Arbeitnehmer einen Anspruch auf Vergütung hat, wenn die Stellensuche eine nicht erhebliche Zeit ausmacht. § 629 BGB ist zwar nicht abdingbar, jedoch kann im Arbeits- oder Tarif-Vertrag die Freistellung abweichend von § 616 Satz 1 BGB als unbezahlt geregelt sein.
Grundsätzlich ist der Arbeitnehmer gem. § 616 Satz 2 BGB verpflichtet, sich den Betrag anrechnen lassen, welcher ihm für die Zeit der Verhinderung aus einer auf Grund gesetzlicher Verpflichtung bestehenden Kranken- oder Unfallversicherung zukommt.
Klagt ein Arbeitnehmer Arbeitsvergütung ein, hat er darzulegen und – im Bestreitensfall – zu beweisen, dass er Arbeit verrichtet oder einer der Tatbestände vorgelegen hat, der eine Vergütungspflicht ohne Arbeit regelt.

## Öffentlicher Dienst

### Bund
Für Bundesbeamte, Soldaten und Bundesrichter ist der Sonderurlaub in der Sonderurlaubsverordnung (SUrlV) geregelt. Sie enthält detaillierte kasuistische Aufzählungen jener Umstände, die die Gewährung eines Sonderurlaubs rechtfertigen.
Zu nennen sind insbesondere:
- Ausübung staatsbürgerlicher Rechte und Pflichten (Muss, bezahlt)
- Zwecke der militärischen oder zivilen Verteidigung (Soll, bezahlt)
- Ableistung eines Jugendfreiwilligendienstes (freiwilliges soziales Jahr oder freiwilliges ökologisches Jahr) (Muss, unbezahlt, nur Beamte auf Probe/auf Widerruf)
- Fortbildung zur Schwesternhelferin oder zum Pflegediensthelfer (Soll, bezahlt)
- gewerkschaftliche Zwecke (Soll, bezahlt)
- fachliche, staatspolitische, kirchliche, sportliche Zwecke (Kann, bezahlt); unter kirchliche Zwecke fallen z. B. die Teilnahme am Weltjugendtag und an Kirchentagen und andere ähnliche Veranstaltungen (vgl. Kommentierung zu § 16 SUrlV, Weber/Banse, Das Urlaubsrecht des öffentlichen Dienstes); das können kirchliche Fahrten sein, die einen entsprechenden Rahmen haben (durch Gottesdienste und regelmäßige Andachten u. Ä.). Die Organisation und Vorbereitung selber fällt nicht unter die Norm (vgl. Kommentierung zu § 16 SUrlV, Weber/Banse, Das Urlaubsrecht des öffentlichen Dienstes)
- Tätigkeit bei überstaatlichen/zwischenstaatlichen Einrichtungen (Muss, unbezahlt)
- Fremdsprachen-Ausbildung/-fortbildung im Ausland (Kann, bezahlt)
- Familienheimfahrten von Trennungsgeldberechtigten (Muss, bezahlt)
- Ärztliche Untersuchungen/Behandlungen/Heilkuren (Muss, bezahlt)
- wichtige persönliche Anlässe: Tod naher Angehöriger, Niederkunft der Ehefrau, dienstlicher Umzug, Dienstjubiläum, Pflegeurlaub bzw. Erkrankung von Angehörigen (Muss, bezahlt)
- andere Fälle, sofern ein wichtiger Grund vorliegt (Kann, unbezahlt)

### Bundesländer
Der Sonderurlaub für Beamte und Richter im Dienst der Länder, Kommunal- und Kirchenbeamte ist in den meisten Bundesländern in der jeweiligen Erholungsurlaubsverordnung mitgeregelt. Hamburg, Niedersachsen und Schleswig-Holstein haben separate Vorschriften erlassen. Mecklenburg-Vorpommern wendet die SUrlV des Bundes an.